# Hugo Grocio
Hugo Grocio, Hugo Grotius o Hugo de Groot (Delft, Países Bajos, 10 de abril de 1583-Rostock, Alemania, 28 de agosto de 1645) fue un jurista, escritor y poeta neerlandés. Adolescente prodigio, nació en Delft y estudió en la Universidad de Leiden. Fue encarcelado en el Castillo de Loevestein por su participación en las controversias sobre la política religiosa de la República Holandesa, pero escapó escondido en un cofre de libros que fue transportado a Gorinchem. Grotius escribió la mayor parte de sus principales obras en el exilio en Francia.
Grocio fue una figura importante en los campos de la filosofía, la teoría política y el derecho durante los siglos XVI y XVII. Junto con las obras anteriores de Francisco de Vitoria y Alberico Gentili, sus escritos sentaron las bases del derecho internacional, basado en el derecho natural en su vertiente protestante. Dos de sus libros han tenido un impacto duradero en el campo del derecho internacional: De jure belli ac pacis (Sobre el derecho de la guerra y de la paz) dedicado a Luis XIII de Francia y el Mare Liberum (Los mares libres) por el que Grocio ha sido llamado el "padre del derecho internacional".  Grocio también ha contribuido significativamente a la evolución de la noción de derechos. Antes de él, los derechos se percibían sobre todo como ligados a objetos; después de él, se consideran como pertenecientes a personas, como expresión de una capacidad de actuar o como medio de realizar algo.
Peter Borschberg sugiere que Grocio fue influenciado significativamente por Francisco de Vitoria y la Escuela de Salamanca en España, quienes apoyaban la idea de que la soberanía de una nación no reside simplemente en un gobernante por voluntad de Dios, sino que se origina en su pueblo, que acuerda conferir tal autoridad a un gobernante.  También se cree que Grocio no fue el primero en formular la doctrina de la sociedad internacional pero fue uno de los primeros en definir expresamente la idea de una sociedad de estados, gobernada no por la fuerza o guerra sino por leyes reales y un acuerdo mutuo para hacer cumplir esas leyes. Como declaró Hedley Bull en 1990: "La idea de sociedad internacional que propuso Grocio se concretó en la Paz de Westfalia, y Grocio puede ser considerado el padre intelectual de este primer acuerdo general de paz de los tiempos modernos".  Además, sus contribuciones a la Arminiana teología ayudaron a proporcionar las semillas para posteriores movimientos de base arminiana, como el metodismo y el pentecostalismo; Grocio es reconocido como una figura significativa en el debate arminiano-calvinista. Debido a su apuntalamiento teológico del libre comercio, también se le considera un "teólogo económico".
Tras desvanecerse con el tiempo, la influencia de las ideas de Grocio revivió en el siglo XX, tras la Primera Guerra Mundial.

## Estudios
Fue un niño prodigio: a los 9 años conocía la poética y hacía versos de calidad. En 1594, a los 11 años, comenzó los estudios de derecho en la Universidad de Leiden (Países Bajos) y se graduó cuatro años más tarde (1598) en Orleans (Francia) en jurisprudencia y filosofía, habiendo aprobado –además– los cursos de astronomía , matemáticas y teología.

Annotationes ad Vetus Testamentum, 1732

## Jurista
En 1599 empezó a ejercer de jurista en La Haya.

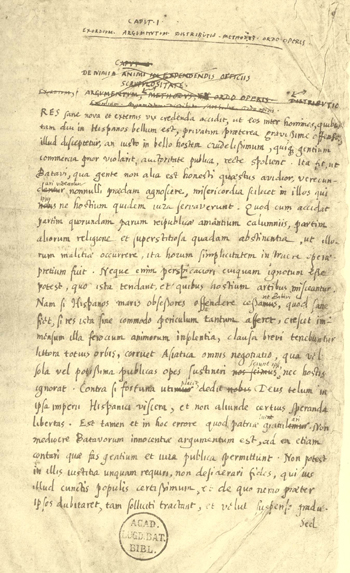
Página escrita a mano por Grotius del manuscrito de De Indis (circa 1604/05)

Los holandeses estaban en guerra con España; aunque Portugal era estrechamente aliada con España, aún no estaba en guerra con los holandeses. Cerca del comienzo de la guerra, el capitán Jacob van Heemskerk, primo de Grotius, capturó un barco mercante portugués carrack cargado, Santa Catarina, frente a la actual Singapur en 1603. Heemskerk trabajaba para la United Amsterdam Company (parte de la Compañía Holandesa de las Indias Orientales), y aunque no tenía autorización de la compañía ni del gobierno para iniciar el uso de la fuerza, muchos accionistas estaban ansiosos por aceptar las riquezas que les traía. 
No sólo era cuestionable la legalidad de quedarse con el premio según la legislación holandesa, sino que una facción de accionistas (en su mayoría menonitas) de la Compañía también se opuso a la incautación forzosa por motivos morales y, por supuesto, los portugueses exigieron la devolución de su cargamento. El escándalo dio lugar a una vista judicial pública y a una campaña más amplia para influir en la opinión pública (e internacional). [cita requerida] Fue en este contexto más amplio que los representantes de la Compañía pidieron a Grocio que redactara una polémicaal defensa de la incautación.

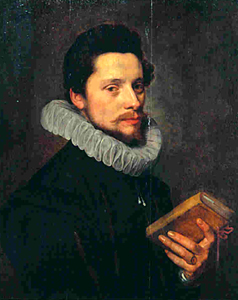
Retrato de Grotius a los 25 años (Michiel Jansz. van Mierevelt, 1608)

El resultado de los esfuerzos de Grocio en 1604/05 fue un largo tratado cargado de teoría que tituló provisionalmente De Indis (Sobre las Indias). Grocio intentó fundamentar su defensa de la confiscación en los principios naturales de la justicia. Su interés se centraba en la fuente y el fundamento de la legalidad de la guerra en general. El tratado nunca se publicó en su totalidad durante la vida de Grocio, tal vez porque la sentencia del tribunal a favor de la Compañía se adelantó a la necesidad de recabar el apoyo del público.
En 1609 publicó de forma anónima El mar libre  (Mare liberum), breve tratado donde formuló el nuevo principio de que el mar era territorio internacional y todas las naciones eran libres de utilizarlo para el comercio marítimo. Grocio, al reivindicar la "libertad de los mares" (freedom of the seas), proporcionó una justificación ideológica adecuada para que los holandeses rompieran diversos monopolios comerciales mediante su formidable poder naval. Inglaterra, que competía ferozmente con los holandeses por el dominio del comercio mundial, se opuso a esta idea y afirmó en Mare clausum (El mar cerrado) de John Selden, "Que el dominio del mar británico, o el que rodea la isla de Gran Bretaña, es, y siempre ha sido, una parte o un apéndice del imperio de esa isla"'. La disputa sobre la propiedad o nacionalidad de las aguas tenían un trasfondo económico, ya que afectaba al comercio internacional. Mare liberum es parte de una obra mayor, De iure praedae, inédita hasta 1868. 
Generalmente se supone que Grocio fue el primero en proponer el principio de libertad de los mares, aunque todos los países del océano Índico y otros mares asiáticos aceptaban el derecho de navegación sin obstáculos mucho antes de que Grocio escribiera su De Jure Praedae (Sobre la ley del botín) en el año 1604. Además, el teólogo español del siglo XVI Francisco de Vitoria había postulado la idea de la libertad de los mares de una manera más rudimentaria bajo los principios del jus gentium. La noción de Grocio sobre la libertad de los mares persistiría hasta mediados del siglo XX, y se sigue aplicando incluso en la actualidad para gran parte de la alta mar, aunque la aplicación del concepto y el ámbito de su alcance están cambiando.
En 1613 formó parte de una misión diplomática a Inglaterra.

## Controversia
Intervino en la vida pública donde participó, tanto en los debates religiosos de la Universidad de Leiden entre los teólogos protestantes Gomarus (calvinista) y Arminio, como también, en los conflictos políticos entre monárquicos y republicanos. Como resultado de estas controversias religioso-políticas acabó finalmente en la cárcel en 1618 y fue condenado a cadena perpetua y confiscados todos sus bienes por los calvinistas monárquicos. Pena similar sufrió el predicador Jan Uytenbogaert; en 1635, unos versos compuestos por Grocio, fueron incluidos en un retrato suyo grabado por Rembrandt.
Los años que estuvo en prisión se dedicó a leer con intensidad. Se fugó a París en 1621 con ayuda de su esposa María van Reigersberg. Protegido por Nicolás Peiresk, obtuvo una pensión reducida que completaba con su trabajo como escritor.

## De Jure Belli ac Pacis

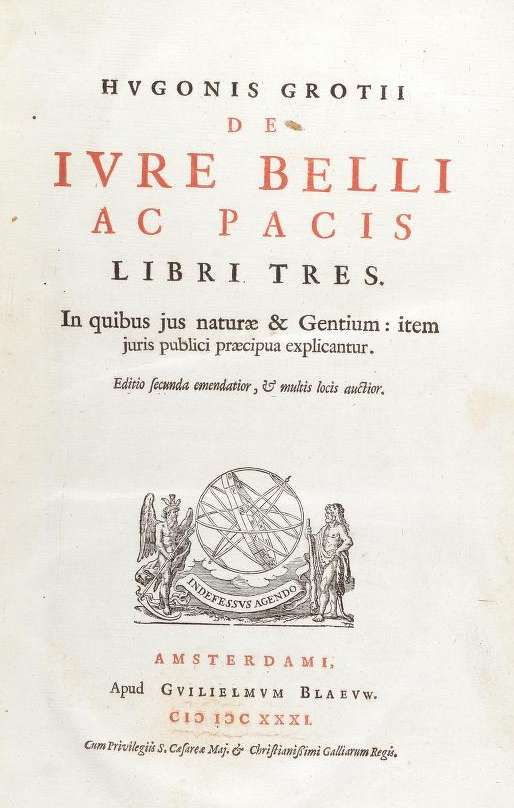
Página del título de la segunda edición (Amsterdam 1631) de De jure belli ac pacis.

Viviendo en tiempos de la guerra de los Ochenta Años entre España y los Países Bajos y de la guerra de los Treinta Años entre las naciones europeas católicas y protestantes (la católica Francia estaba en el bando protestante, por lo demás), no es de extrañar que Grocio se preocupara profundamente por las cuestiones de los conflictos entre naciones y religiones. Su obra más duradera, iniciada en prisión y publicada durante su exilio en París, fue un monumental esfuerzo por frenar tales conflictos sobre la base de un amplio consenso moral. Grotius escribió:

Plenamente convencido... de que existe una ley común entre las naciones, que es válida tanto para la guerra como en la guerra, he tenido muchas y poderosas razones para emprender la tarea de escribir sobre el tema. En todo el mundo cristiano he observado una falta de moderación en relación con la guerra, de la que incluso las razas bárbaras deberían avergonzarse; he observado que los hombres se precipitan a las armas por causas insignificantes, o sin causa alguna, y que una vez que se han empuñado las armas ya no hay ningún respeto por la ley, divina o humana; es como si, de acuerdo con un decreto general, se hubiera desatado abiertamente el frenesí para cometer todos los crímenes.

Su libro De jure belli ac pacis libri tres (Sobre el derecho de la guerra y de la paz: tres libros) se publicó por primera vez en 1625, dedicado al actual mecenas de Grocio, Luis XIII. El tratado propone un sistema de principios de derecho natural, que se consideran vinculantes para todos los pueblos y naciones, independientemente de las costumbres locales. La obra se divide en tres libros:
- El Libro I expone su concepción de la guerra y de la justicia natural, argumentando que hay algunas circunstancias en las que la guerra es justificable.
- El Libro II identifica tres "causas justas" para la guerra: defensa propia, reparación del daño, y castigo; Grocio considera una amplia variedad de circunstancias en las que estos derechos de guerra se aplican y en las que no.
- El Libro III aborda la cuestión de qué normas rigen la conducta de la guerra una vez que ha comenzado; Grocio argumentó que todas las partes de la guerra están obligadas por dichas normas, tanto si su causa es justa como si no lo es.

El libro fue el primer tratado sistemático sobre el derecho internacional, cuyas bases ya habían sido sentadas por Francisco de Vitoria, al que cita abundantemente. Transmitió y difundió por Europa las ideas de la Escuela de Salamanca. En De iure belli ac pacis también se analizan conceptos como la guerra justa, e instituciones de derecho privado tales como contratos, ventas o relaciones familiares (todo ello tratado por los salmantinos). Intentó establecer un sistema que permitiera a los gobiernos negociar entre sí dentro de un marco jurídico.

## Derecho natural
Al igual que Francisco de Vitoria, afirma que el derecho internacional proviene del derecho natural y del derecho de gentes. El derecho internacional es independiente de la teología o de la existencia de Dios, es más, incluso sostuvo la noción que el derecho natural es inmutable y ni Dios lo puede cambiar, esto implica que en las relaciones internacionales no se puede diferenciar entre naciones cristianas e infieles. Para Grocio, el Derecho de Gentes es el dictado de la recta razón y existiría aunque Dios no existiese.

## Obras principales

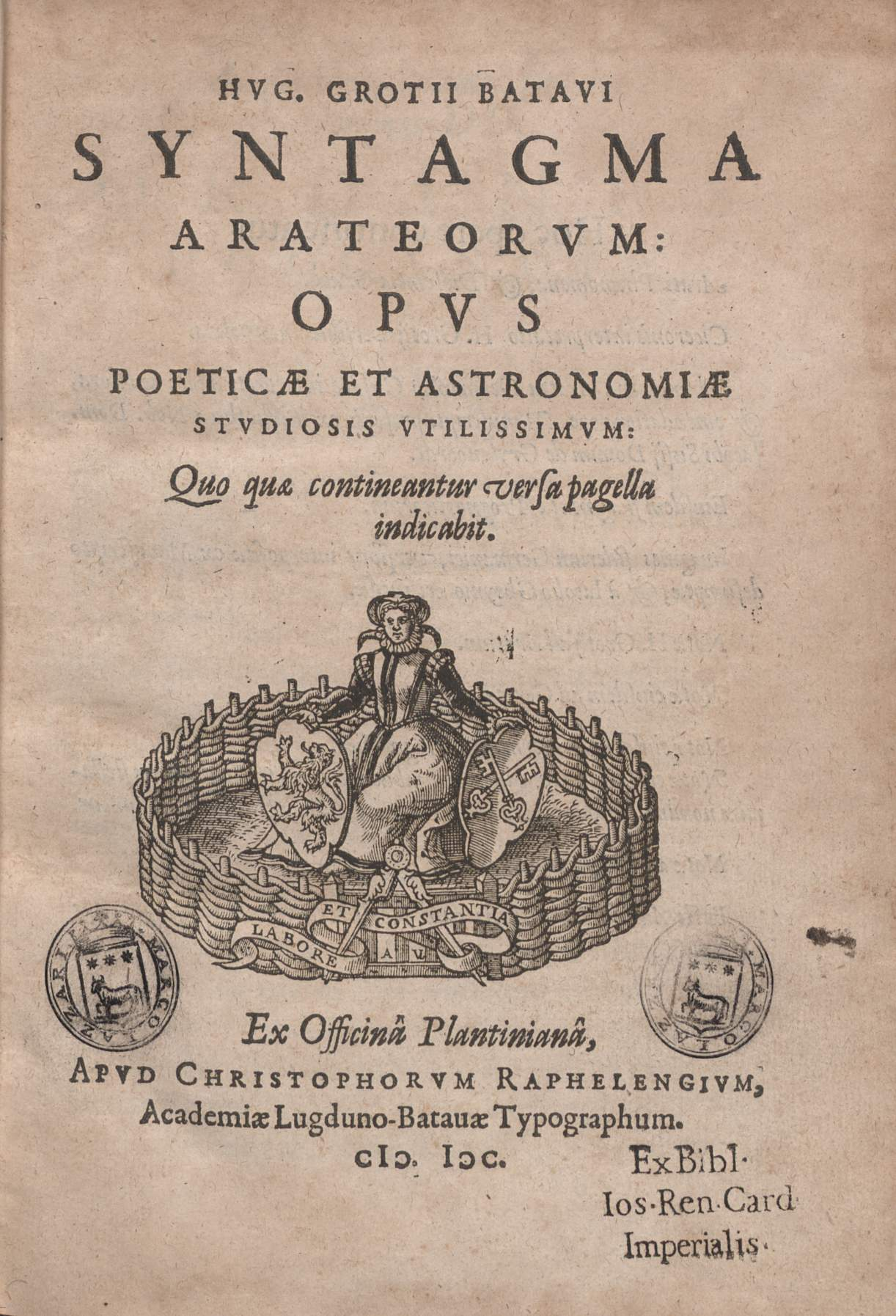
Batavi Syntagma Arateorum

La Biblioteca del Palacio de la Paz, en La Haya, tiene la "Colección Grotius", que contiene un gran número de libros escritos por o sobre Hugo Grocio. La colección se inició gracias a la donación hecha por el poeta neerlandés Martinus Nijhoff de 55 ediciones de la obra De jure belli ac pacis libri tres.
- Adamus exul (El exilio de Adán), una tragedia teatral - publicado en La Haya, 1601
- De republica emendanda (Sobre el acrecentamiento de la república [neerlandesa]), un manuscrito de 1601 - publicado en La Haya, 1984
- Parallelon rerumpublicarum (Repúblicas paralelas), una comparación de constituciones manuscrita entre 1601-02 - publicado en Haarlem, 1801-03
- De Indis (Sobre las Indias), manuscrito 1604-05 - publicado en 1868 como De Jure Praedae (Sobre el derecho de captura)
- Christus patiens (La pasión de Cristo), una tragedia teatral - publicado en Leiden, 1608
- Mare liberum (Mares libres), extraído del capítulo XII de la obra De Indis - publicado en Leiden, 1609
- De antiquitate reipublicae Batavicae (Sobre la antigüedad de la República Bátava) - publicado en Leiden, 1610
- Meletius (Melecio), una obra teatral manuscrita en 1611 - publicado en Leiden, 1988
- Annales et Historiae de rebus Belgicus (Anales e Historia de Bélgica), manuscrito de 1612 sobre las guerras de los Países Bajos - publicado en Ámsterdam, 1657
- Ordinum Hollandiae ac Westfrisiae pietas (La Piedad de los Estados de Holanda y Frisia Occidental) - publicado en Leiden, 1613
- De imperio summarum potestatum circa sacra (Sobre el poder de los soberanos en materia de asuntos religiosos), manuscrito de 1614-17 - publicado en París, 1647
- De satisfactione Christi adversus Faustum Socinum (Para la satisfacción de Cristo en contra de [las doctrinas de] Fausto Socino) - publicado en Leiden, 1617
- Inleydinge tot de Hollantsche rechtsgeleertheit (Introducción a la jurisprudencia neerlandesa), escrito en Loevenstein - publicado en La Haya, 1631
- Bewijs van den waaren godsdienst (La prueba de la verdadera religión), poema didáctico - Róterdam, 1622
- Apologeticus (Apologético), donde se defiende de las acciones que le condujeron a prisión - París, 1622
- De jure belli ac pacis (Sobre el derecho de guerra y de paz) - París, 1625 (segunda edición en Ámsterdam, 1631)
- De veritate religionis Christianae (Sobre la verdad de la religión cristiana) - París, 1627
- Sofompaneas ("Salvador del mundo", apelativo que recibió José del faraón de Egipto), tragedia teatral - Ámsterdam, 1635
- De origine gentium Americanarum dissertatio (Disertación sobre el origen de los pueblos de América) - París, 1642
- Via ad pacem ecclesiasticam (El camino hacia la paz religiosa) - París, 1642
- Annotationes in Vetus Testamentum (Comentarios sobre el Antiguo Testamento) - Ámsterdam, 1644
- Annotationes in Novum Testamentum (Comentarios sobre el Nuevo Testamento) - Ámsterdam y París, 1641 y 1650
- De fato (Sobre el destino) - París, 1648